# Ghiacciaio Forbes (Terra di Graham)
Il ghiacciaio Forbes (in inglese Forbes Glacier) è un ghiacciaio lungo 16 km e largo 7 km nella sua parte centrale e 3,4 alla bocca, situato sulla costa di Fallières, nella parte sud-occidentale della Terra di Graham, in Antartide. Il ghiacciaio, il cui punto più alto si trova a circa 465 m s.l.m., fluisce dal versante occidentale dell'altopiano Emimonto fino a raggiungere la costa nord-orientale della  baia Quadrata (in inglese Square Bay).

## Storia
Le pendici del ghiacciaio Forbes furono avvistate la prima volta nel 1936 durante una ricognizione effettuata nel corso della Spedizione britannica nella Terra di Graham, comandata da John Rymill, mentre l'intera formazione fu oggetto di ricognizioni effettuate dal British Antarctic Survey, che all'epoca si chiamava ancora Falkland Islands and Dependencies Survey (FIDS), tra il 1946 e il 1948. Lo stesso FIDS battezzò poi il ghiacciaio in onore di  raggiunse poi le sue pendici e in seguito lo battezzò in onore di James David Forbes, un fisico scozzese note per i suoi pionieristici studi di glaciologia.